# Alice Mühsam
Alice Mühsam (geboren am 22. Dezember 1889 in Berlin als Alice Freymark; gestorben am 26. Februar 1968 in Spring Valley, New York, USA) war eine deutsch-österreichisch-US-amerikanische Kunsthistorikerin.

## Leben
Alice Freymark war eine Tochter des Bankiers Isidor Freymark (gestorben 1912), eines Direktors bei der Disconto-Gesellschaft, und der aus einer reichen Bankiersfamilie stammenden Lina Hirschfeld (gestorben 1922). Freymark erhielt Musikunterricht unter anderem bei Conrad Ansorge. Sie studierte kurze Zeit an der Staatlichen Hochschule für Musik in Berlin. 1911 heiratete sie den Wiener Juristen und Journalisten Kurt Mühsam, der als Korrespondent der Wiener Neuen Freien Presse nach Berlin entsandt worden war. Sie hatten die Töchter Ruth Marton (1912–1999), Gerd Muehsam (1913–1979) und den Sohn Helmut Victor Muhsam (1914–1997), und unter den von ihnen beschäftigten Kindermädchen war für eine Zeit die Lyrikerin Gertrud Kolmar. Alice Mühsam erhielt mit der Heirat die österreichische Staatsbürgerschaft.
Neben der Erziehung der Kinder schrieb Mühsam Musikrezensionen für verschiedene Zeitungen, darunter Der Sammler, die Berliner Börsen-Zeitung, die Westberliner Zeitung (Grunewald-Zeitung), die Neue Berliner Zeitung – Das 8 Uhr Abend-Blatt und die Signale für die musikalische Welt. Von 1918 bis 1922 war sie festangestellte Musikredakteurin für die Neue Berliner Zeitung – Das 12-Uhr Blatt. Sie platzierte ihre Essays, Buchrezensionen, Ausstellungsrezensionen und Auktionsberichte auch in anderen Berliner Zeitungen.
1929 nahm sie das Studium der Kunstgeschichte und Archäologie an der Berliner Universität auf, nachdem sie eine Externenabiturprüfung abgelegt hatte. 1931 starb Kurt Mühsam bei einem Verkehrsunfall, zu diesem Zeitpunkt waren ihre drei Kinder noch in der Ausbildung. Mühsam ließ 1932 die Kunstsammlung ihres Mannes versteigern. Sie wurde 1936 mit der Dissertation Die Attischen Grabreliefs in Römischer Zeit bei Gerhart Rodenwaldt promoviert.
Als Jüdin durfte sie nur in ausgegrenzten jüdischen Kulturinstitutionen kunsthistorische Vorträge halten. Nach Kriegsausbruch in Europa gelang es ihrer 1937 in die USA emigrierten Tochter Ruth, ihr und der Tochter  Gerd ein Affidavit zu besorgen, möglicherweise mit Hilfe von Erich Maria Remarque. Helmut Victor Mühsam emigrierte über die Schweiz nach Palästina.
Mühsam kam im Januar 1940 in den USA an und erhielt ein Stipendium für eine Umschulung als Restauratorin am Brooklyn Museum, sie fand danach aber keine Stelle, sondern schlug sich bis 1945 als Putzfrau und Kinderfrau durch. Danach konnte sie von der Arbeit als freie Restauratorin und als Tutorin für Studenten der Columbia University und der Mannes School of Music leben. 1956 veröffentlichte sie eine englischsprachige Übersetzung ihrer Dissertation unter dem Titel Attic Grave Reliefs from the Roman Period im Verlag der American University of Beirut.

## Schriften (Auswahl)

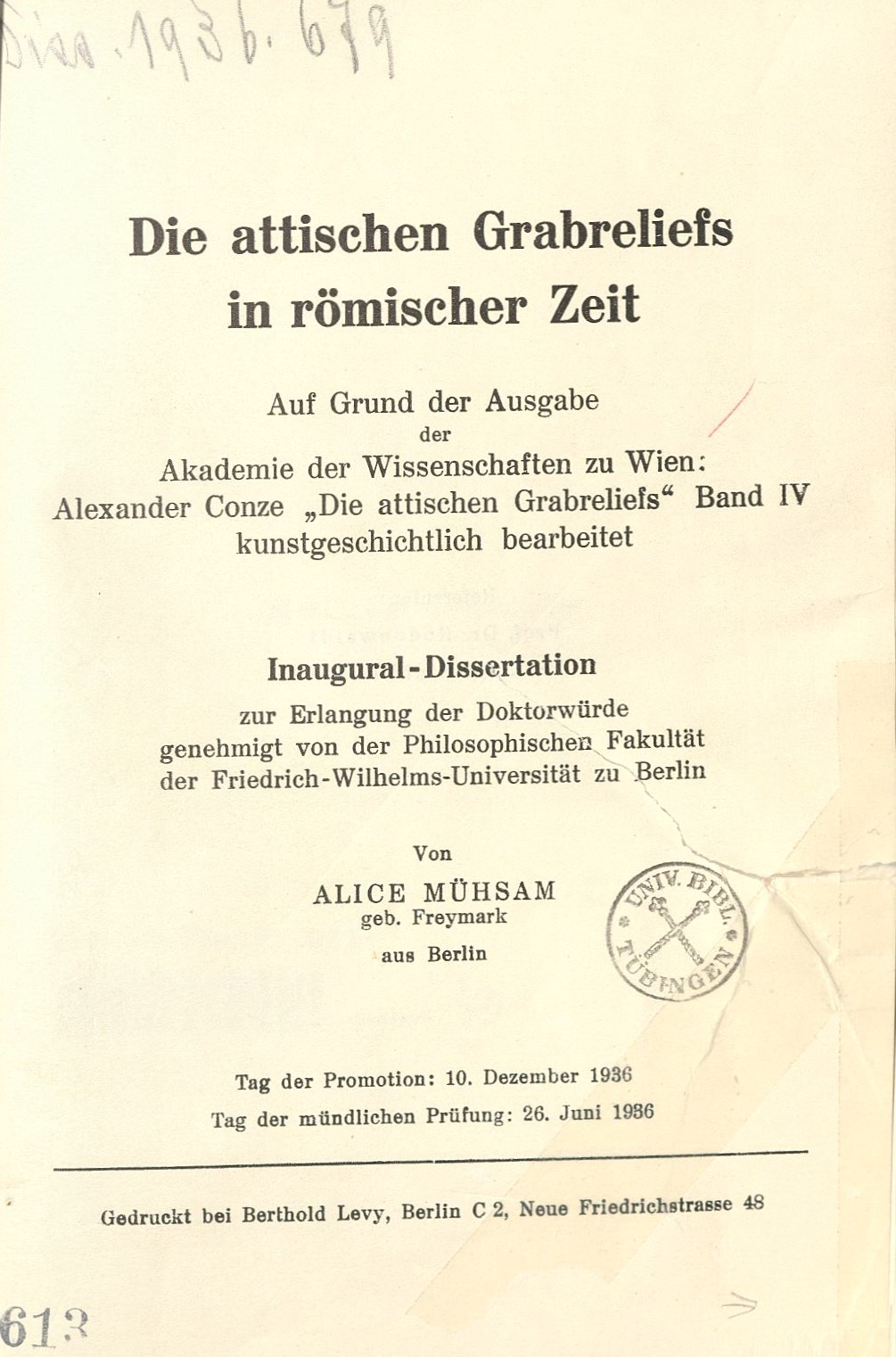
Dissertation (1936)

- Die attischen Grabreliefs in römischer Zeit : auf Grund der Ausgabe der Akademie der Wissenschaften zu Wien: Alexander Conze "Die attischen Grabreliefs", Band 4, kunstgeschichtlich bearbeitet. Berlin, Univ., Diss. 1936
  - Attic Grave Reliefs from the Roman Period. In: Berytus, American University of Beirut, 10, 1956, S. 51–114.
- Heinrich Wölfflin: The Senses of Form in Art. A Comparative Psychological Study. (übersetzt von Norma A. Shatan und Alice Muehsam) Chelsea, New York 1958.
- German readings II. A brief survey of art from the Middle Ages to the twentieth century, for students of German and fine arts. With vocabulary. Wittenborn, New York 1959. (Band I von Margarete Bieber)
- Coin and temple. A study of the architectural representation on ancient Jewish coins. Leeds University Oriental Society, Leeds 1966.